# Гудин, Роберт
Роберт Е. Гудин (род. 30 ноября 1950) — американский политолог, профессор философии и социальной и политической теории в Австралийском национальном университете. Член-корреспондент Британской академии.

## Биография
Роберт Гудин вырос в штате Индиана. Учился в Индианском университете в Блумингтоне, где в 1972 году получил степень бакалавра. Затем переехал в Великобританию. Учился в Оксфордском университете, где в 1975 году получил степень доктора политических наук. В 1975—1989 годах работал в Эссекском университете. С 1989 года профессор в Австралийском национальном университете.

## Книги
- Манипулятивная политика. Издательство Йельского университета. 1980.
- Защита уязвимых. Издательство Чикагского университета. 1985.
- Причины благосостояния: политическая теория государства всеобщего благосостояния. Издательство Принстонского университета. 1988.
- Отказ от курения: этические проблемы. Издательство Чикагского университета. 1989.
- Зеленая политическая теория. 1992.
- Свободное передвижение: этические проблемы в транснациональной миграции людей и денег. Издательство Пенсильванского университета. 1992. (в соавторстве с Брайаном Бэрри).
- Утилитаризм как общественная философия. Издательство Кембриджского университета. 1995.
- Компаньон современной политической философии. 1998. (в соавторстве с Филипом Петтитом).
- Реальные миры социального капитализма. Издательство Кембриджского университета. 1999. (в соавторстве с Брюсом Хиди, Раддом Маффелсом, Хенк-Яном Дирвеном).
- Рефлексивная демократия. Издательство Оксфордского университета. 2005.
- Оксфордский справочник по контекстуальному политическому анализу. Издательство Оксфордского университета. 2006. (в соавторстве с Чарльзом Тилли).
- Здравый смысл: темы из философии Филипа Петтита. Издательство «Кларендон Пресс». 2007. (в соавторстве с Джеффри Бреннаном, Фрэнком Джексоном, Майкл Смитом).
- Дискреционное время: новая мера свободы. Издательство Кембриджского университета. 2008. (в соавторстве Джеймсом Махмудом Райсом, Антти Парпо, Лин Эрикссон).
- Инновационная демократия: демократическая теория и практика после совещательного поворота. Издательство Оксфордского университета. 2008.
- Оксфордский справочник по политологии. Издательство Оксфордского университета. 2009.
- О заселении. Издательство Принстонского университета. 2012.
- О соучастии и компромиссе. Издательство Оксфордского университета. 2013. (в соавторстве с Кьярой Леорой).